# Donjon de Clermont
Pour les articles homonymes, voir Clermont.
Le donjon de Clermont ou château des comtes de Clermont est le reste d'un château féodal datant du XIe siècle situé à Clermont (Oise), dans la rue du même nom. Construit à la pointe du promontoire que forme la promenade du Châtellier, il s'agit d'une construction quadrangulaire de 25,50 m sur 17,50 m. Le monument domine la ville, même s'il a été surbaissé par un effondrement causé par la tempête de février 1984. Au XIXe siècle, Louise Michel fut prisonnière du donjon, transformé en prison, de 1883 à 1884.

## Histoire
D'après les historiens, il y aurait eu un autre château fort en bois entouré d'un talus servant de défense contre les invasions normandes au Xe siècle.

### Le Moyen Âge

#### Les comtes de Clermont

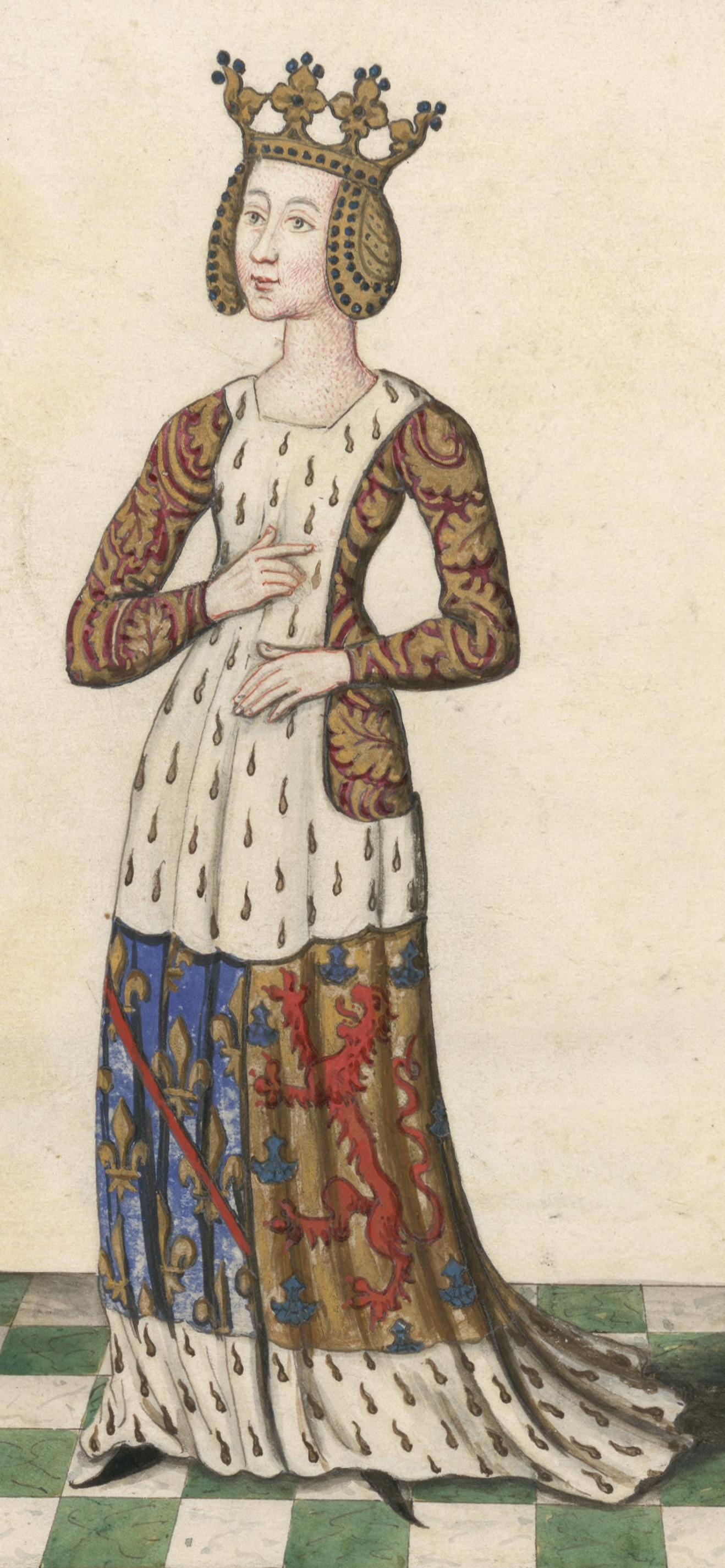
Béatrice de Bourgogne

Le château était occupé par les comtes de Clermont dont Robert de Clermont ou Robert de France, sixième fils de saint Louis, l'un des plus célèbres et également par sa femme, Béatrice de Bourgogne.

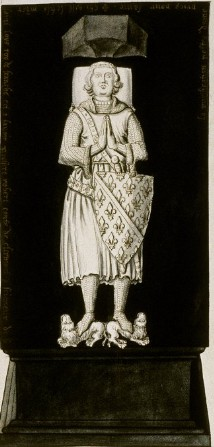
Robert de Clermont ou Robert de France

#### Le haut Moyen Âge
À cette époque, le donjon étant un château, il dominait la ville et avait un grand pouvoir, il dirigeait le comté de Clermont, des frontières du Beauvaisis jusqu'au château de Creil. Au XIIe siècle, la ville est entourée de ses premières murailles et le château de ses propres remparts. Pour rentrer dans le domaine du château, on passait une porte fortifiée rue du Donjon, proche de la porte Nointel ; suivi d'un pont et d'un fossé dominant plein d'eau. Un peu plus loin existait un pont levis bordé, de part et d'autre d'un mur d'enceinte intérieur entourant le château.
L'enceinte extérieure était constituée par un talus abrupt au nord non muré depuis l'entrée du cimetière actuel jusqu'à la hauteur de la ruelle du Châtellier (parc du Châtellier actuel). À cet endroit, une tour d'angle était raccordée au massif du château. Les murs des fortifications longeaient la rue du Tour-de-Ville, jusqu'au niveau où par retour d'équerre, ils traversaient l'actuelle impasse Duvivier, pour rejoindre la porte Nointel et le chemin d'accès au château.
De l'autre côté, à la hauteur de l'entrée du cimetière, une tour se dressait à l'extrémité d'une muraille le long de la rue du Général-Moulin, jusqu'à la hauteur de la ruelle des Teinturiers, à l'aplomb de laquelle se trouvait une porte et une petite tourelle détruite en 1853. Un retour d'angle droit rejoignait l'entrée du château. Le château possédait aussi une collégiale, située à l'intérieur même du château, rebâtie par le comte Renaud II et dédicacée en 1114. Cette église était la seule de Clermont au XIIe siècle et fut utilisée jusqu'en 1359. L'église Saint-Samson lui succéda. On peut voir des vestiges de la collégiale dans une des niches de la porte Nointel et à l'hôtel de ville, ainsi que des restes du château et de rares objets.

#### Les restaurations des enceintes de la ville et du château
C'est à partir de 1370 que l'on situe l'époque de la restauration des enceintes du château, endommagées au cours du siège de 1359 (Jacquerie), et la construction des fortifications du bourg, ébauchées 200 ans plus tôt sous Philippe Auguste, formant une clôture définitive dont il nous reste quelques vestiges aujourd'hui : tour des Gloriettes, tour de Buha, porte Nointel. La disposition intérieure des locaux du château est peu connue. En revanche, on sait qu'au XVIe siècle existaient les appartements du comte, du bailli et de son lieutenant, une prison nommée "derrière les fons", une chambre des interrogatoires, une hucherie, un puits et un appentis pour remiser l'artillerie. Il y avait également une chambre du trésor des terres.

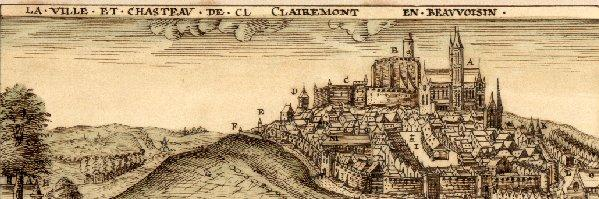
Gravure de la ville au Moyen Âge où le château se trouve au sommet de la colline

### LeXVIIIesiècle

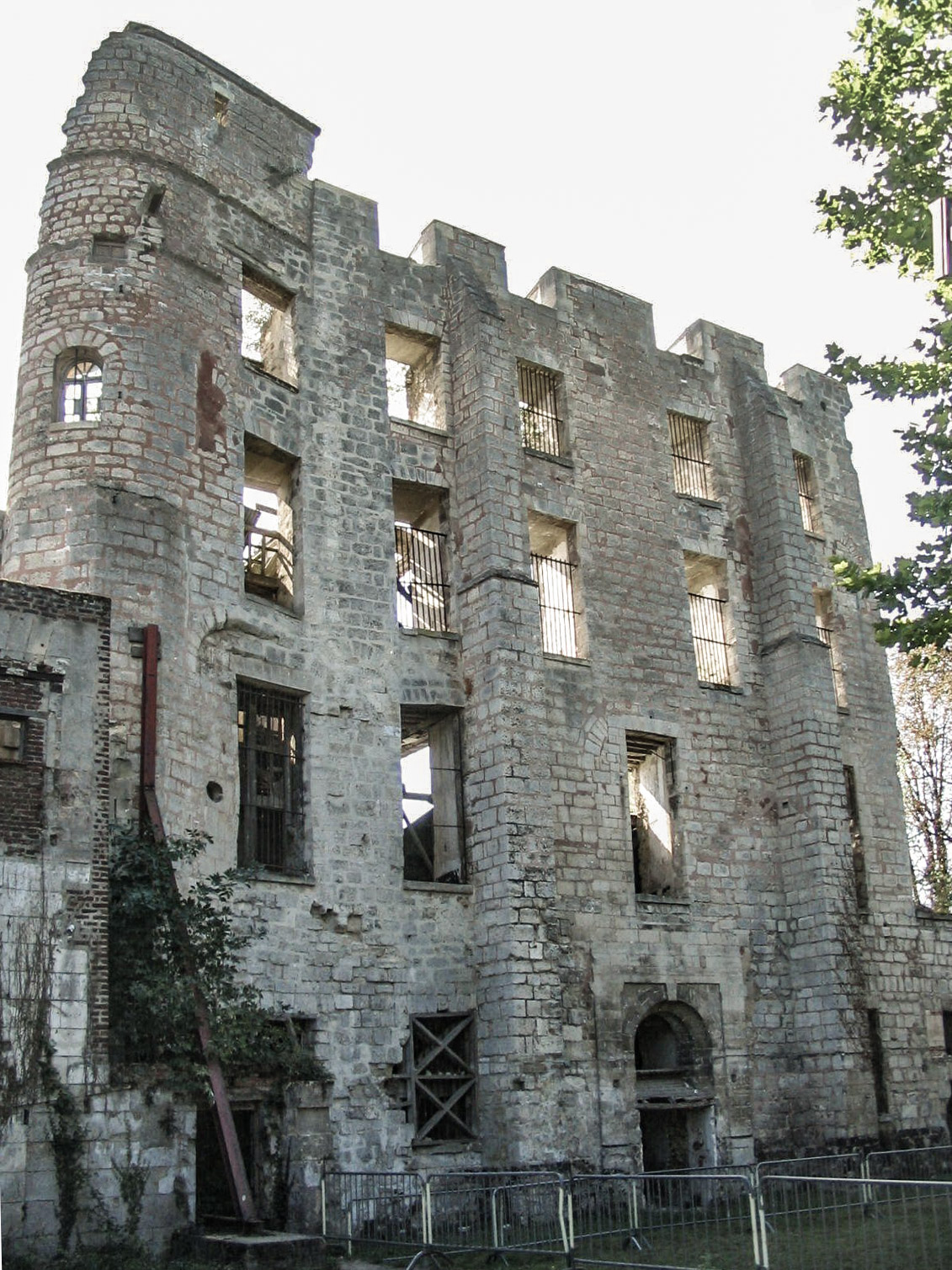
La façade nord du donjon

La Princesse d'Harcourt, qui avait racheté le comté en 1702, demande la transformation du château pour en faire sa résidence. La princesse avait comblé une partie des fossés et nivelé l'enceinte extérieure du château. Le terrain aplani devient le parc du Châtellier.
La Princesse d'Harcourt avait fait reconstruire une autre collégiale, cette fois dans le prolongement du donjon, consacrée à l'évêque de Beauvais, le 14 novembre 1714. La voûte était construite en pierre de taille, couverte à la romaine, éclairée par onze croisées avec vitraux et épaulée par 12 contreforts à glacis. À l'intérieur, la nef était pavée en carreaux de terre cuite, le chœur de pierres de Senlis, en damiers noirs et blancs. Sous la nef, deux caveaux voûtés en pierre de taille servaient à l'inhumation des chanoines. Le clocher était couvert d'ardoises et contenant quatre cloches. Il s'appuyait contre le portail, à l'opposé du perron. Au-dessous, un caveau était destiné à la sépulture des serviteurs de la collégiale. Un escalier d'une soixantaine de marches séparées par 4 paliers, partant du fond de l'impasse Duvivier actuelle et débouchant en face du clocher, permettait l'accès à la nouvelle collégiale. Resté inoccupé à la mort de la comtesse survenue en 1715, le château servit ensuite de demeure à Bouillant-de-Montaigu, lieutenant des chasses du prince de Condé, jusqu'à la Révolution. Jacques Cassini II l'occupa en 1719 comme résidence d'été, en transformant les parterres.

### La Révolution française

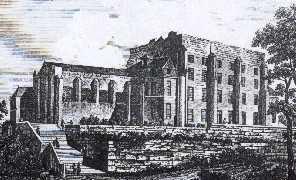
Le donjon à la Révolution française

Le donjon fut confisqué au moment de la Révolution française, en 1790. On convertit le chenil des basses-cours en écuries, pour le logement des chevaux et d'un détachement de 20 hommes de cavalerie, envoyés en stationnement dans la ville. On logea ensuite au château les prisonniers de guerre, de 1793 à 1797. Il apparaît que le donjon servit aux suspects de Soissons, comme le montre un dessin de Victor Carrier de Belleuse (grand père d'Albert Carrier-Belleuse), enfermé avec 100 autres habitants du Soissonnais et du Laonnois du temps de Robespierre. Vendu comme bien national en 1798, son acquéreur n'en trouva pas d'utilisation et le proposa à Napoléon Ier qui le refusa.

### LeXIXeet leXXesiècle

#### LeXIXesiècle
Le donjon fut racheté en 1805 par l'administration départementale qui le convertit en maison de correction. 20 ans plus tard, une ordonnance royale du 21 juin 1826 transforma cet établissement en maison centrale, destinée à la détention des femmes condamnées dans les départements de l'Oise, de la Seine, de l'Aisne, de Seine-et-Oise et de Seine-et-Marne. Elle accueillit les célèbres Pétroleuses de la Commune de Paris (1871) dont Louise Michel, la "vierge rouge" qui était la seule détenue politique de l'établissement et y resta plus d'un an (de 1883 à 1884). Elle était également la seule détenue à ne pas avoir de droit commun.
Elle fut supprimée en 1903 pour être transférée vers Rennes.
L'architecte Godde, chargé de la réparation de l'édifice en 1806, changea complètement la disposition du toit en dos d'âne et supprima les restes de la tour à demi encastrée dans la maçonnerie de la façade nord-est. Cette tour dominait le donjon. Les murs ont près de 4 mètres d'épaisseur et sont construits en gros moellons, taillés et appareillés. Huit contreforts montent jusqu'aux emballements. Chaque grande façade est percée de 24 fenêtres (fenêtres actuelles) qui correspondent par séries de six aux quatre étages du bâtiment. Le rez-de-chaussée est entièrement vouté.

#### LeXXesiècle
Une école de préservation fut ouverte en 1908, destinée à la rééducation des jeunes filles délinquantes. Après la défaite de 1940, les Allemands enfermèrent dans le donjon des prisonniers français, puis en 1942, ils en firent un lieu d'internement pour les ressortissants des pays en guerre contre l'Axe. En 1944, le gouvernement provisoire y enferma des prisonniers politiques. Le donjon est inscrit Monument historique en 1950. Adjugé par l'administration des domaines en 1951, le donjon, surnommé par les Allemands « La Citadelle », servit d'habitation à divers particuliers en quête de logements.
La ville de Clermont racheta le donjon au Ministère de la Justice en 1968, après son effondrement, pour un prix peu élevé. Charles Ansart s'en rendit acquéreur, au nom de la Société archéologique et historique de Clermont pour en faire un musée, mais la Préfecture refusa son projet. Un particulier le reprit, pour un franc symbolique, en décidant une restauration générale de l'édifice, qui ne sera jamais effectuée. La ville en fit de nouveau l'acquisition en 1970. En 1984, une tempête fait s'effondrer une partie du monument et son toit.

### Le donjon aujourd'hui et dans l'avenir
À terme, un réaménagement des abords du donjon permettra de créer un théâtre de verdure à proximité du monument et de créer un accès direct au parc du Châtellier, situé en contrebas.

## Architecture
Le donjon de Clermont de l'Oise possède beaucoup de points communs avec les donjons de Loches, Beaugency, Montbazon, Arques-la-Bataille et celui du Château des comtes de Flandre à Gand en Belgique (forme du donjon et du bâtiment, tailles presque égales). Le donjon fait l’objet d’une inscription au titre des monuments historiques depuis le 5 avril 1950.

## Quelques chiffres
Il domine la ville du haut de ses 30 mètres et mesure 25,50 m sur 17,50 m.
Le donjon est visible de loin (plus de 10 km par beau temps). Il est à plus de 130 mètres au-dessus du niveau de la mer.

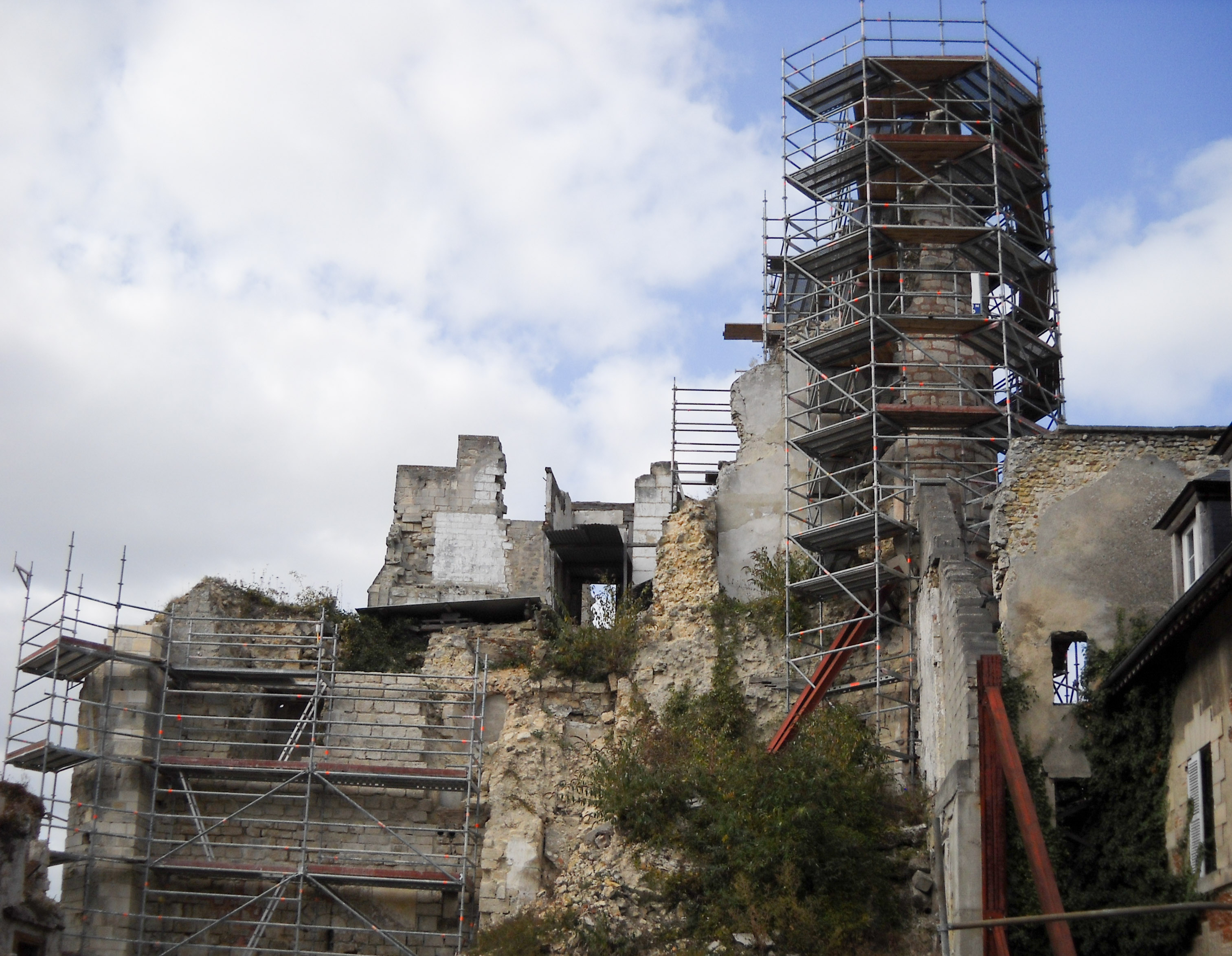
Le donjon en 2009
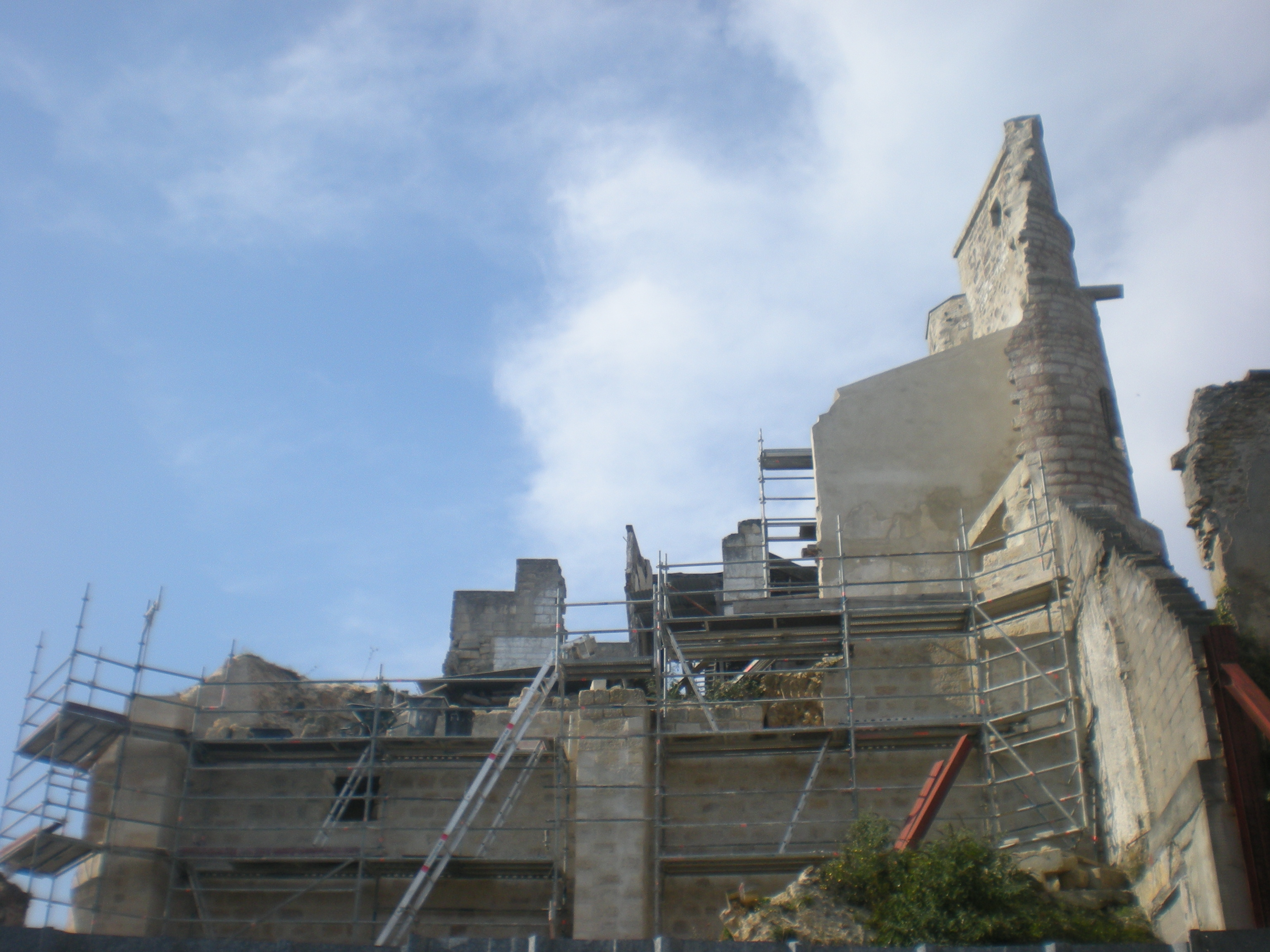
Le donjon en 2011
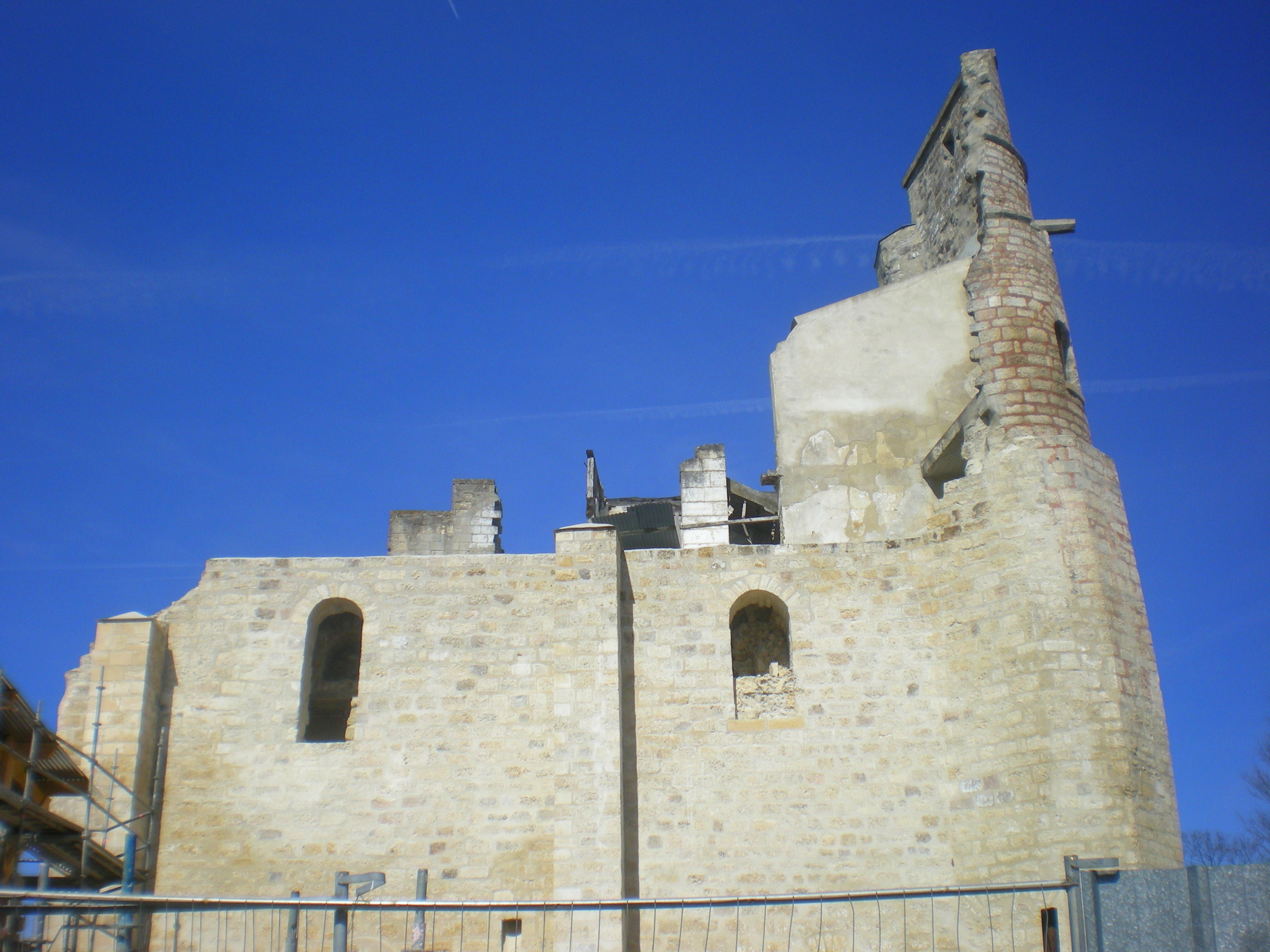
Le donjon en 2013